# Alexis Renard
Alexis Renard (Saint-Brieuc, 1 de junio de 1999) es un ciclista profesional francés miembro del equipo Cofidis.

## Palmarés
- Aún no ha conseguido victorias como profesional.

## Resultados en Grandes Vueltas
| Carrera | Carrera         | 2019 | 2020 | 2021 | 2022 | 2023 | 2024 | 2025  |
| ------- | --------------- | ---- | ---- | ---- | ---- | ---- | ---- | ----- |
|         | Giro de Italia  | —    | —    | —    | —    | —    | —    | —     |
|         | Tour de Francia | —    | —    | —    | —    | Ab.  | Ab.  | 145.º |
|         | Vuelta a España | —    | Ab.  | —    | —    | —    | —    | —     |

—: no participa
Ab.: abandono

## Equipos
- Israel Cycling Academy (stagiaire) (08.2019-12.2019)
- Israel Start-Up Nation (2020-2021)
- Cofidis (2022-)